# Autobahnknoten Bratislava-Pečňa
Der Autobahnknoten Bratislava-Pečňa (slowakisch diaľničná križovatka Bratislava-Pečňa) liegt in der slowakischen Hauptstadt Bratislava unmittelbar östlich der österreichischen Grenze im Stadtteil Petržalka und verbindet die zwei wichtigsten Autobahnen des Landes, D1 und D2 miteinander.
Namensgeber für den Knotenpunkt ist der Pečniansky les (wörtlich Wald von Pečňa, deutsch Pötschen) unmittelbar nördlich, der wiederum nach dem turkvölkischen Stamm der Petschenegen benannt worden ist.

## Bauart
Der Knoten ist von der Bauform her aus Dreieck ausgeführt und ist auf der Südseite teilweise mit der Halbanschlussstelle mit der Straße Viedenská im Zuge der Straße 1. Ordnung 61 mit Rampen zum und vom Grenzübergang Petržalka-Berg sowie einer lokalen Auffahrt von der Straße Bratská, die in eine Verflechtungsstrecke mündet. Dazu ist die Rampe von der D1 zur D2 Richtung Ungarn mit einer kleinen Anschlussstelle zum örtlichen Straßennetz verbunden. Die D2 ist die durchgehende Autobahn mit 2 × 2 Fahrstreifen plus Standstreifen je Richtung mit der Nummer 65, während die D1 hier beginnt, trägt also die Nummer 0 und für die ersten 500 Meter hinter dem Knoten als einziges Autobahnstück als Slowakei mit 2 × 4 Fahrstreifen plus Standstreifen je Richtung. Die Rampen zwischen den Autobahnen sind jeweils zweistreifig mit Standstreifen ausgeführt, alle andere sind einstreifig.

## Betreuung
Die Rampen von der D1 zur D2 Richtung Tschechien und zurück sind Besitz der Stadt Bratislava und werden auch von dieser gewartet. Die Autobahnen selbst sowie alle andere Rampen werden von der staatlichen Autobahngesellschaft Národná diaľničná spoločnosť, a. s. (kurz NDS) betreut, genauer durch die Autobahnmeisterei Bratislava.

## Geschichte
Der Autobahnknoten entstand ab den späten 1980er Jahren, zusammen mit der Bau der vierten Donaubrücke in Bratislava, der Lanfranconi-Brücke, damals noch Brücke der Jugend. Dabei entstanden die Rampen von der Brücke zur Straße Einsteinova (zusammen mit einem vierspurigen Zubringer) und zurück sowie die Verbindungen zur Viedenská. Die D2 endete vorerst auf einer provisorischen Anschlussstelle an der Bratská, mit der Weiterführung zur Straße 1. Ordnung 2. 1998 kam im Rahmen der südlichen Verlängerung der D2 zur österreichischen und ungarischen Grenze der zweite Teil des Dreiecks hinzu, mit Rampen vom Zubringer von der Einsteinova zur D2 Richtung Ungarn und zurück. Die bisher letzte Änderung geschah im Jahr 2005, als die D1 in diesem Bereich fertiggestellt wurde und der neue achtstreifige Abschnitt den Zubringer zur Einsteinova ersetzte.